# 布卢姆菲尔德 (艾奥瓦州)
布卢姆菲尔德（Bloomfield）是美国艾奥瓦州戴维斯县的城市和县城。2010年美国人口普查时人口为2640人。